# Jekyll (televisieserie)
Jekyll is een Britse televisieserie geschreven door Steven Moffat en geïnspireerd op de roman Strange Case of Dr Jekyll and Mr Hyde uit 1886, geschreven door de Schotse schrijver Robert Louis Stevenson.
De serie speelt zich af in het hedendaagse Londen en niet gedefinieerd Engelse platteland.

## Plot
De antagonist Tom Jackman, vertolkt door James Nesbitt, wordt recent transformaties gewaar die gelijkenissen vertonen aan wat hij en wij herkennen uit het fictieve verhaal over Dr. Jekyll.
Jackman is gehuwd met Claire, vertolkd door Gina Bellman.  Het gezin heeft twee zonen, een tweeling. Het bestaan van dit gezin houdt Jackman verborgen voor zijn alter ego.  Om dit geheim te bewaren
ontvlucht hij zijn gezin, op occasionele bezoeken na.  Zijn gezin blijft in het ongewisse over de reden voor zijn afwezigheid.
Jackman zoekt en vindt hulp bij psychiatrisch verpleegster Katherine Reimer, gespeeld door Michell Ryan. Deze laatste wordt aangeworven in de eerste aflevering.  Initieel staat zij skeptisch tgo. het verhaalde fenomeen, bovenal over de door Jackman opgelegde veiligheidsmaatregelen voor interactie met zijn andere ik. Zij wordt overtuigd na een eerste confrontatie. Jackman en Reimer proberen samen een modus vivendi te vinden voor de Jackman en zijn tweede persoon.
Later in het verhaal komt aan het licht dat een machtige geheime organisatie op de hoogte is van Jackmans eigenschappen, en hem daarom schaduwt.
Het komt tot een confrontatie tussen Jackman, zijn gezin en de organisatie die uit is op het geheim achter de transformatie.

## Rolverdeling
- James Nesbitt als Tom Jackman/Hyde
- Michelle Ryan als Katherine Reimer
- Gina Bellman als Claire Jackman
- Paterson Joseph als Benjamin Maddox
- Denis Lawson als Peter Syme